# Løitens Linie Akvavit
Løitens Linie Akvavit, norskt brännvinsmärke; smaksatt bland annat med kummin.
Som ett led i tillverkningen lagrades brännvinet ursprungligen i begagnade sherryfat, som fraktades med norska handelsflottan över 'linjen', det vill säga ekvatorn; till och från Australien. På etikettens insida kan man läsa exakt datum och på vilket fartyg akvaviten har passerat ekvatorn.
Runt 1990 slutade Vinmonopolet att producera Løitens Linie för export, och den kan numera alltså endast inhandlas i Norge. Vinmonopolet har istället utvecklat Løitens Export, för att det skall bli mindre förvirring med två linjeakvaviter.
Det finns ytterligare ett norskt märke, Lysholms, som saluförs som linjeakvavit.